# Paraplegie

Symbol paraplegie: vozíček

Paraplegie je soubor symptomů, způsobených poškozením míchy. Patří mezi ně především ochrnutí dolních končetin, poruchy vegetativní činnosti, poruchy svalového tonusu a další. Nejčastější příčinou jsou úrazy, zejména autonehody. Pro ochrnutí všech končetin se užívá název kvadruplegie.

## Klasifikace

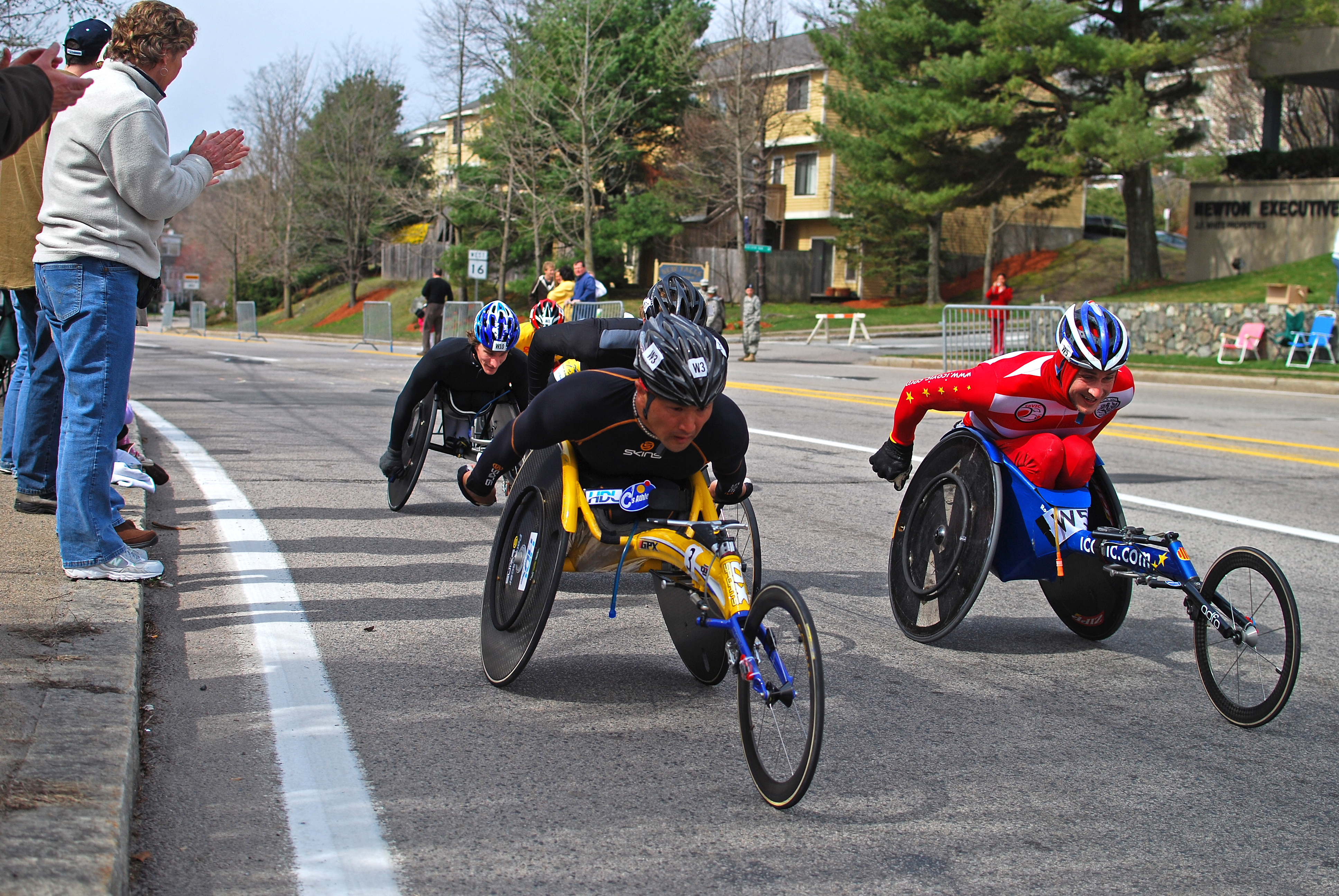
Maraton paraplegiků (Boston 2009)

Mezinárodní klasifikace ICD-10 je řadí do následujících skupin:
- S14 – poškození nervů a míchy v krční oblasti
- S24 – poškození nervů a míchy v hrudní oblasti
- S34 – poškození míchy a nervů v břišní a pánevní oblasti
- G82 – paraplegie a tetraplegie

## Problém paraplegiků
V moderních společnostech s množstvím autonehod přibývají ročně stovky paraplegiků, často mladých, energických a schopných lidí (převážně mužů), kteří jsou často upoutáni na vozík nebo na lůžko. Po náročném léčení a ústavní rehabilitaci je čeká nesmírně obtížné období aspoň částečného návratu do společnosti, kde potřebují nejen lékařskou a zdravotnickou pomoc. Proto je péče o paraplegiky a tetraplegiky naléhavou výzvou pro nadace a občanskou společnost. V českém prostředí se jí věnuje Česká asociace paraplegiků a jeho Centrum Paraple, které pravidelně organizuje veřejné akce, jež mají upozorňovat na potřeby paraplegiků.